# Brunfelsia plicata
Brunfelsia plicata är en potatisväxtart som beskrevs av Ignatz Urban. Brunfelsia plicata ingår i släktet Brunfelsia och familjen potatisväxter. Inga underarter finns listade i Catalogue of Life.